# 順宗 (唐)
順宗（じゅんそう）は、唐朝の第13代皇帝。徳宗の長男。

## 生涯
779年に立太子され、805年に徳宗の崩御により即位した。王叔文・王伾を翰林学士に任じ、韋執誼・韓泰・陳諌・柳宗元・劉禹錫・韓曄・凌準・程异（二王八司馬）を登用、徳宗以来続いていた官吏腐敗を一新し、地方への財源建て直し、宦官からの兵権を取り返そうとするなどの永貞の革新の政策を行なっている。
だが、即位して間もなく脳溢血に倒れ、言語障害の後遺症を残した。さらに8月には宦官の具文珍らが結託して皇帝に退位を迫り、即位後7ヶ月で長男の李純に譲位し、自らは太上皇となった。
翌年、咸寧殿で46歳で崩御したが、宦官によって暗殺されたとも伝えられている。
その在位中の記録として、韓愈の手になる『順宗実録』（『韓昌黎集』外集に所収）が現存する。

## 宗室
- 皇太子妃：蕭妃 - 蕭昇と郜国公主（粛宗の娘）のあいだの娘
- 太上皇后：王皇后（荘憲皇后）
  - 長男：広陵王李純（憲宗） - 第14代皇帝
  - 十五男：福王 李綰
  - 長女：漢陽公主 李暢
  - 次女：普安公主 李自虚
  - 皇女：云安公主
- 側室：董徳妃 - 太上皇時代の側室
- 側室：趙昭儀
  - 九男：宋王 李結
- 側室：王昭儀
  - 次男：郯王李経
- 側室：王昭儀 - 李経の母とは別人。
  - 七男：郇王 李綜
  - 八男：邵王 李約
  - 十九男：岳王 李緄
- 側室：崔昭儀
  - 十八女：潯陽公主
- 側室：崔充儀
- 側室：楊充儀
- 側室：王昭媛
- 側室：王昭容
- 側室：牛昭容
- 側室：牛修儀
- 側室：張美人
- 側室：許美人
- 側室：尹才人
- 側室：段才人
- 生母不詳の子女
  - 三男：均王 李緯
  - 四男：漵王李縦
  - 五男：莒王 李紓
  - 六男：密王 李綢
  - 十男：集王 李緗
  - 十一男：冀王 李絿
  - 十二男：和王 李綺
  - 十三男：衡王 李絢
  - 十四男：欽王 李績
  - 十五男：会王 李纁
  - 十六男：福王 李綰
  - 十七男：珍王 李繕
  - 十八男：撫王 李紘
  - 二十男：袁王 李紳
  - 二十一男：桂王 李綸
  - 二十二男：翼王 李綽
  - 二十三男：蘄王 李緝
  - 十七女：文安公主 李代宗児
  - 二十一女：臨茹公主
  - 二十二女：平恩公主
  - 二十三女：邵陽公主